# George Luks
George Benjamin Luks (Williamsport, 13 agosto 1867 – New York, 29 ottobre 1933) è stato un pittore, illustratore e fumettista statunitense.

## Vita e opere
Nato da immigrati dell'Europa centrale, suo padre era un medico, mentre sua madre si dilettava di musica e di arte. Studiò alla Pennsylvania Academy of the Fine Arts. Intorno al 1888 compi un viaggio in Europa dove visse a Düsseldorf, Londra e Parigi, prima di ristabilirsi definitivamente negli Stati Uniti d'America nel 1893. Nello stesso anno divenne illustratore per il Philadelphia Press. Nel 1895 fu inviato a Cuba come artista corrispondente per il Philadelphia Bulletin durante la ribellione per l'indipendenza dalla Spagna. Nel 1896 Joseph Pulitzer gli propose di proseguire sul New York World la serie Hogan's Alley dopo che Richard F. Outcault era passato al New York Journal di William Randolph Hearst.
Nel 1908 Luks insieme ad altri artisti (tra cui William Glackensdiede, Robert Henri, John French Sloan) diede vita al gruppo denominato The Eight che costituirà il nucleo originale della Ashcan School, movimento appartenente alla corrente del Realismo americano.